# Back to Front (Caravan)
Back to Front è il decimo album in studio del gruppo britannico di rock progressivo dei Caravan, pubblicato nel luglio 1982.

## Tracce
Side 1
1. Back to Herne Bay Front – 5:55
2. Bet You Wanna Take It All / Hold on Hold On – 5:20
3. A.A. Man – 5:02
4. Videos of Hollywood – 5:11

Side 2
1. Sally Don't Change It – 4:06
2. All Aboard – 4:08
3. Taken My Breath Away – 4:52
4. Proper Job / Back to Front – 8:19

## Formazione

### Gruppo
- Pye Hastings - chitarra, voce
- Richard Coughlan - batteria, percussioni, voce
- Dave Sinclair - organo, piano, minimoog, voce
- Richard Sinclair - basso, voce, chitarra

### Altri musicisti
- Mel Collins - sassofono